# 帕維爾·拉法羅維奇·別爾蒙特-阿瓦羅夫
帕維爾·拉法羅維奇·別爾蒙特─阿瓦羅夫（俄語：Павел Рафалович Бермон(д)т-Авалов，1877年3月16日—1974年1月27日），哥薩克軍官、少將，俄國內戰時的白軍領袖之一，在波羅的海一帶活動，與德國合作。

## 生平

### 早年
帕維爾·別爾蒙特出生於俄羅斯帝國第比利斯省首府第比利斯，父親是俄軍的哥薩克軍官，母親則出身於喬治亞貴族阿瓦里什維利家族（Avalishvili），親王米哈伊爾·安東諾維奇·阿瓦里什維利（Mikhail Avalishvili）還成為了他的養父；因此帕維爾的姓氏中添上了養父的姓氏，並將其俄語化為阿瓦羅夫（Avalov）。
阿瓦羅夫少時曾接受音樂教育，後在外貝加爾的哥薩克軍團中擔任樂隊指揮，曾隨軍參加日俄戰爭，並以戰功獲頒聖喬治十字勳章，之後又調往烏蘇里哥薩克；直到1909年時返回聖彼得堡，入聖彼得堡第一槍騎兵團擔任少尉。

### 俄國內戰
在一次大戰期間，阿瓦羅夫被派往第二高加索軍擔任上尉，曾以戰功獲頒聖安娜勳章。俄國革命後，阿瓦羅夫仍在彼得格勒擔任騎兵軍官，但他屬於保皇派，反對臨時政府並抵制布爾什維克。當布爾什維克奪取政權後，阿瓦羅夫避居到烏克蘭的日托米爾，隨後加入了彼得留拉的白軍，協助他防守基輔但兩人的關係不佳，阿瓦羅夫曾遭到逮捕監禁。
當德國軍隊退出東歐時，阿瓦羅夫也隨著他們離開，但隨後又前往波羅的海一帶活動，組織當地的白軍勢力，和由德國志願官兵及日耳曼裔居民組成的自由軍團合作。由於德國在協約國壓力下無法繼續支援自由軍團，自由軍團的指揮官呂迪格·馮·德·戈爾茨將軍遂與阿瓦羅夫合作，稱「西俄羅斯志願軍」，號稱有5萬之眾（其中約有4萬是德意志人）；他公開支持沙皇，並自命為當地的領袖，逕自對抗紅軍與游擊隊，也不承認拉脫維亞等國的獨立，甚至公然對立。然而阿瓦羅夫立場親德，與受協約國支持的其他白軍派系，如尤登尼奇關係不佳，行動也不一致，使他在白軍中的聲望不高。
1918至1919年間，由於德國經濟崩盤，而波羅的海三國又陷入共黨游擊隊的威脅，因此便以土地為誘因，招募失業的德國官兵前來協助。但這些德國士兵多半無意支持當地政府，反而傾向於恢復過往波羅的海德意志人在此地的勢力。然而德國方面礙於協約國的反對，只能要求各股志願軍撤離，但僅有極少數的人願意離開，其餘大多都加入了阿瓦羅夫的部隊，包括實力最強的自由軍團，以及利文親王的波罗的海陆军等。西俄羅斯志願軍曾經一度佔領了大半個瑟米加利亞、庫爾蘭與薩莫吉希亞，一度兵臨里加，後在愛沙尼亞與拉脫維亞軍隊的攻擊下敗退。一些軍事史家（例如波蘭將領布瓦克─巴瓦霍維茨）將阿瓦羅夫在波羅的海的行動視為一種冒險家的行為。

### 晚年
在波羅的海三國的反彈下，德國志願軍與協約國部隊在1919年終時大抵撤離，阿瓦羅夫也移居德國，並於1925年在漢堡出版了他的回憶錄，持續抨擊蘇聯政府。由於他的右翼立場，他和德國的保皇黨人有所聯繫，也曾與其他右派武裝集團對抗左派的武裝。然而，德國政府在1936年指控他涉入金融犯罪並將他逮捕，不久被送往義大利，再移居到南斯拉夫的貝爾格勒。當南斯拉夫在1941年爆發政變後，阿瓦羅夫渡海前往美國，由於他曾遭納粹逮捕關押，因而躲過了戰後去納粹化的追究。阿瓦羅夫於1974年在紐約逝世。

## 授勳
- 聖喬治勳章（英语：Order of St. George）第四級
- 聖安娜勳章（英语：Order of St. Anna）

## 來源
- Bermondt-Avalov, Pavel. . Glückstadt, Hamburg: Verlag J.J. Augustin. 1925. OCLC 15188750 （德语）.
- Paluszyński, Tomasz. . Warsaw. 1999.
- Paluszyński, Tomasz. . Poznań. 2007.
- Клавинг, Валерий.  . Moscow. 2003 （俄语）.